# Pärmsjöskogen
Pärmsjöskogens naturreservat ligger strax söder om Pärmsjön, mellan Sollefteå och Örnsköldsvik, i Örnsköldsviks kommun.
Det är en gammal naturskog som avsattes redan 1958, med drygt 3 hektar. 2017 utvidgades reservatet till 279 hektar, varvid det bytte namn från Stenbitstjärnens naturreservat till Pärmsjöskogens naturreservat.